# Wouter Weylandt
Wouter Weylandt (ur. 27 września 1984 w Gandawie, zm. 9 maja 2011 w Rapallo) – kolarz belgijski, sprinter.
Od 2004 jeździł w barwach grupy Quick Step. W 2004 wygrał Grand Prix Waregem (dla kolarzy do lat 23), a rok później Grand Prix im. Brika Schotte. Po II etapie Tour de Pologne 2006 został liderem wyścigu. W 2011 został zawodnikiem Team Leopard Trek.
9 maja 2011 wskutek wypadku na trasie 3. etapu Giro d’Italia doznał poważnych obrażeń wewnętrznych. Po 40-minutowej reanimacji zmarł.

Do fatalnego zdarzenia doszło około 17 km przed metą. Weylandtowi udzielono błyskawicznej pomocy, jednak kolarz stracił mnóstwo krwi. Podczas upadku doznał także złamania podstawy czaszki.

## Najważniejsze zwycięstwa i sukcesy
- 2007
  - 2. miejsce w Driedaagse van West-Vlaanderen
    - 1. miejsce na 3. etapie

  - 4. miejsce w Scheldeprijs
  - 3. miejsce na 2. i 3. etapie Tour de Picardie
  - 1. miejsce na 1. etapie Tour de Belgique
  - 1. miejsce na 1. etapie Ster Elektrotoer
  - 3. miejsce na 1. i 2. etapie Tour de Wallonie
  - 1. miejsce na 4. etapie Eneco Tour
  - 2. miejsce na 2. etapie Tour de Pologne
  - 3. miejsce na 3. i 5. etapie Tour de Pologne
- 2008
  - 1. miejsce w Nokere Koerse
  - 3. miejsce w Gandawa-Wevelgem
  - 2. miejsce na 4. etapie Ster Elektrotoer
  - 6. miejsce w Dutch Food Valley Classic
  - 4. miejsce na 2. i 3. etapie Vuelta a Burgos
  - 1. miejsce na 17. etapie Vuelta a España
- 2009
  - 3. miejsce na 5. etapie Volta ao Algarve
  - 1. miejsce w Le Samyn
  - 1. miejsce na 3. etapie Driedaagse van West-Vlaanderen
  - 3. miejsce na 7. etapie Tour de Pologne
  - 2. miejsce na 4. etapie Vuelta a España
- 2010
  - 5. miejsce w Scheldeprijs
  - 1. miejsce na 3. etapie Giro d’Italia
  - 2. miejsce na 1. etapie Tour de Wallonie
  - 3. miejsce na 2. etapie Tour de Pologne
  - 4. miejsce na 5. i 21. etapie Vuelta a España
  - 1. miejsce na 4. etapie Circuit Franco-Belge